# Parti socialiste sicilien
Le Parti socialiste sicilien (en italien : Partito Socialista Siciliano et en sicilien : Partitu Sucialista Sicilianu, abrégé PSS) est un parti politique sicilien créé le 21 mai 1893, d'inspiration social-démocrate et autonomiste.

## Histoire
Le PSS a été fondé à Palerme par les dirigeants du mouvement populaire des Faisceaux siciliens (Fasci Siciliani) et, après avoir rejoint le Parti socialiste italien quelques années plus tard, le parti a été refondé le 21 mai 2013, exactement 120 ans après du premier congrès des Fasci et au même endroit (le siège historique du Fascio de Palerme à 97, via Alloro).

## Idées
Le PSS est l'héritier politique et la continuation du Parti socialiste sicilien historique, qui était la partie principale de la révolte. Il expose les idées du socialisme démocratique et du sicilianisme, sans aucun point de vue isolationniste, mais fidèle à l'internationalisme et à l'européisme. Le parti cherche l'application totale du Statut spécial de la Sicile et soutient l'unification de la gauche sicilienne dans une perspective socialiste et démocratique.
Les membres du parti proviennent des sections siciliennes du Parti socialiste italien, du Parti social-démocrate italien et du Parti socialiste italien d'unité prolétarienne.